# راوما
راوما (به لاتین: Rauma, Norway) یک شهرستان در نروژ است که در مور او رومسدال واقع شده‌است.

## خصوصیات
راوما ۱٬۵۰۲٫۲۱ کیلومتر مربع مساحت و ۷٬۴۲۱ نفر جمعیت دارد.